# Les Colporteurs de souffrance
Les Colporteurs de souffrance (titre original : The Pain Peddlers) est une nouvelle de science-fiction de Robert Silverberg.
La nouvelle est connue pour dénoncer, bien avant sa création, la téléréalité et la cupidité de producteurs prêts à tout pour faire de l'audience, en employant les moyens les plus vils.

## Publications
Entre 1957 et 2017, la nouvelle a été éditée à une trentaine de reprises dans des recueils de nouvelles de Robert Silverberg ou des anthologies de science-fiction.
- Publications aux États-Unis

La nouvelle fut rédigée en novembre 1962 mais n'est parue qu'en août 1963 sous le titre The Pain Peddlers dans le magazine Galaxy Science Fiction] no 124.
Elle a ensuite été régulièrement rééditée dans divers recueils de Robert Silverberg et diverses anthologies.
- Publications en France

La nouvelle est publiée en France :
- dans Galaxie (2e série), no 2, éditions OPTA, juin 1964, sous le titre La souffrance paie ;
- dans l'anthologie Histoires de sociétés futures (1984) ;
- dans l'anthologie Chute dans le réel, éd. Omnibus, janvier 1996 ;
- en 2002 dans le recueil Le Chemin de la nuit, avec une traduction de Pierre-Paul Durastanti et Arlette Rosenblum, avec une nouvelle édition en livre de poche chez J'ai lu en 2004. La nouvelle est donc l'une des 124 « meilleures nouvelles » de Silverberg sélectionnées pour l'ensemble de recueils Nouvelles au fil du temps, dont Le Chemin de la nuit est le premier tome.

- Publications en Italie

La nouvelle paraît en Italie :
- en 1964 sous le titre I compratori di dolore[3] ;
- en 1995 sous le titre I mercanti di dolore[4].

- Publication en Grande-Bretagne

La nouvelle a été publiée en Grande-Bretagne dans l'anthologie To the Dark Star (1991).
- Publications dans d'autres pays européens

La nouvelle paraît aux Pays-Bas :
- en 1967 sous le titre Pijn voor Kijkers[6] ;
- en 1977 sous le titre De Pijnpooiers[7].

La nouvelle paraît en Allemagne :
- - en 1965 sous le titre Der Tod auf dem Bildschirm[8] ;
  - en 1975 sous le titre Der Schmerzverkäufer.

La nouvelle paraît en Croatie en 1985 sous le titre Prijenosnici bola.

## Résumé
Maurillo et Northrop travaillent pour une entreprise de télé poubelle : quand un accident a lieu et qu'un blessé grave doit être opéré, ou alors en cas de stade terminal d'une maladie, on fait signer à la famille une renonciation au droit à l'image du blessé. Puis on filme l'opération, ainsi que la douleur éprouvée par le blessé grâce à une sonde cérébrale. Le tout sera diffusé ultérieurement dans des cinémas spécialisés : les spectateurs verront les souffrances du blessé, mais aussi les ressentiront grâce à des capteurs placés sur leur corps. De la vraie télé-réalité ! 
Le récit commence lorsqu'on appelle Maurillo et son patron, Northrop, au sujet d'un homme ayant la gangrène à sa jambe. On va l'opérer, et Northrop propose à la famille la cession des droits pour une forte somme, à condition que le patient ne soit pas anesthésié. S'il réchappe à l'intervention chirurgicale, la chaîne de télévision paiera aussi les frais de convalescence. La famille, en pleur, signe le contrat proposé. L'opération a lieu, sans anesthésie, et l'on enregistre le tout : les images, les sons, les souffrances intolérables de l’homme. Northrop visionne le film et se déclare très satisfait, d'autant plus que le blessé n'a pas survécu à l'opération, si bien que la chaîne ne devra payer aucuns frais supplémentaires.
Quelques jours après, Northrop souhaite « se débarrasser » de Maurillo, qu'il ne trouve pas assez compétent, et propose de le faire transférer aux éditions pour la jeunesse. Furieux et se sentant humilié, Maurillo donne sa démission. Le lendemain, Northrop reçoit la visite d'Harry Gardner, le fils du défunt dont l'agonie avait été filmée, qui lui reproche l'absence d'anesthésie. Northrop rétorque que tous les membres de la famille, y compris Harry, ont signé le contrat de cession des droits, incluant l'absence d'anesthésie. Harry Gardner tire sur lui avec un révolver et blesse grièvement Northrop. Arrive Maurillo, venu au studio récupérer ses affaires : il embarque Northrop et l'emmène vers les studios de la société Transcontinental. Eux-aussi lancent une opération de trash-TV, à l'exception près qu'on ne paie ni les blessés ni les héritiers ! Northrop va donc, bien malgré lui, participer à une intervention chirurgicale du même type qu'il organisait il y a peu.
La nouvelle se termine ainsi : « Il survécut une heure. Tout le temps voulu pour capturer les affres de son agonie. Sa dernière pensée consciente ? Que c'était une sacrée déveine de ne pas tenir la vedette de sa propre émission. ».

## Compléments